# Wintersun
Wintersun (транскр.  Винтерсан) је музички састав из Хелсинкија. Основао га је Јари Менпе (Jari Mäenpää), у то време гитариста и фронтмен фолк метал групе Енсиферум (Ensiferum).
Јари је 2003, почео да саставља песме на којима је радио још од 1995. Ове песме су пратиле специфичне теме које је сам Јари описао као величанствене, "простране" и мелодичне. Иако је планирао да сам свира и снима сваки инструмент за свој први албум, био му је потребан бубњар. Каи Хахто (Kai Hahto), бивши члан групе Rotten Sound, пристао је да свира бубњеве након што му је Јари послао демое.
По осигуравању уговора од издавачке куће, заказано је време за снимање првог албума, међутим, у исто време је била заказана и промотивна турнеја Енсиферума за њихово издање из 2004. Јари је тада изабрао да ради на свом новом пројекту, а што је за последицу имало то да је морао да напусти Енсиферум, где га је заменио Петри Линдрос (Petri Lindroos).
Након издавања истоименог албума, нађени су стални чланови са којима је бенд свирао и промовисао албум, међутим, клавијатуриста никада није пронађен. Бенд је 2006. започео рад на свом другом и трећем албуму, Time I и Time II, који су првобитно били планирани за издавање као један албум. Снимање је започето маја исте године, али албуми ће касније бити предмет вишегодишњих одлагања из много разлога, између осталог сложеност микса
сваке појединачне песме.

## Историја

### 2003-2004 Оснивање иWintersun
Јари је основао Винтерсан 2003 са циљем да прави песме "које вас чине да се осећате као да плутате у свемиру." Име је изабрано са листе коју је саставио Јаријев пријатељ, а што је сам Јари касније објаснио тиме да "Winter (енг. зима) означава хладну, олујну страну албума, а исто тако и финску меланхолију и чаролију. Sun (енг. сунце) је део повезан са универзумом, свемиром и звездама, а што је све уско повезано са текстовима самих песама." Иако су све песме које ће се касније наћи на њиховом деби издању биле написане још између 1995. и 2004, Јари је свој ауторски фокус примарно држао на фолк метал групи Енсиферум, где је свирао још од 1996.
Јари је тада контактирао бубњара групе Rotten Sound, Каија Хахта, који је пристао да буде студијски бубњар за Wintersun након што је чуо демое. Јари и Каи су тада снимили демо верзије песама "Beyond the Dark Sun", "Death and the Healing" и "Winter Madness", које су послате директно у Nuclear Blast. Одатле им је понуђен уговор за издавање више албума уз напомену да демо са три песме мора бити одобрен пре него што се сними сваки наредни албум.
Чак и након добијања уговора, Јари је намеравао да Wintersun држи као секундарни пројекат током свог чланства у Енсиферуму. Нажалост, време које је Јари заказао за снимање новог албума се косило са временом европске турнеје за промоцију новог албума Енсиферума, Iron. Након што је затражио паузу, Јари је отпуштен из бенда, и тада се фокусирао на свој нови пројекат упркос недостатку формалних чланова.
Јари је сам снимио све вокале, клавијатуре, гитаре и бас. Три студија су коришћена у изради албума: бубњеви су снимљени у Tico-Tico студију, Јаријеви вокали и инструментали у Sundi Coop студију, а Нино Лаурене је миксао албум у Sonic Pump студију. Јари је снимио додатне клавијатуре и гитарске солаже у свом кућном студију. Wintersun је издат 13. септембра 2004.

### 2004-2006: Формирање бенда и промоција албума
Инспирисан Јаријевим музичким смером, Каи Хахто је напустио Rotten Sound и постао је стални бубњар бенда. Јука Коскинен (Jukka Koskinen) се придружио као гитариста, и Оливер Фокин (Oliver Fokin), кога је Јари наводио као инспирацију за свирање гитаре се придружио као гитариста. Потрага за клавијатуристом није дала резултате.
Спот за песму Beyond the Dark Sun је снимљен током 3. и 4. јула 2004, са Морисом Свинкелсом (Maurice Swinkels) као продуцентом и режисером. 
Бенд је 4. октобра објавио да је Оливер Фокин напустио бенд, а замена није нађена до 27. децембра када се Тему Ментисари (Teemu Mäntysaari) придружио. Потрага за клавијатуристом се наставила, а бенд је био приморан да користи позадинске траке за своје будуће наступе.

### 2006-2017:Time I
Снимање другог албума, названог Time, започело је 2. маја 2006. а Нино Лаурене (Nino Laurenne) је ангажован као аудио инжењер. Дан касније је започето снимање бубњева, а у истој сесији су снимљене и ритам гитаре. Јари је снимио вокале, клавијатуре, семплинг, гитарске солаже, акустичне гитаре и Темуове гитарске деонице у свом кућном студију. У плану је било седам песама, уводна и изводна трака. Композиција сваке песме је комплексна, будући да се свака састоји од између 200 и 300 трака.
Рад на албуму је био суочен са многим проблемима, одлажући издавање више година. Бенд је 23. октобра 2006. објавио да ће, будући да је снимање стално одлагано, датуми за микс албума бити померени за мај 2007, и њихов концерт на Ragnarök фестивалу тог истог месеца је био отказан. Август 2007. је задат као оквирни датум издавања.
Јари 17. априла 2007. изјављује да хардверски проблеми изазивају даље одлагање процеса снимања. Датуми за микс су отказани, а будући да је Нинов распоред у студију био попуњен до краја године, издавање је поново одложено. У то време су све гитаре биле снимљене, и завршена је уводна трака. Јари је почео да компонује и аранжира слојеве оркестрација, али стрес и фрустрација су реметили његову креативност.
Каи објављује обавештење 5. јуна 2008. где наводи да се издавање албума одлаже на неодређено време. Проблеми са компјутерским хардвером услед ограничене количине РАМ меморије су спутавали Јаријеву могућност да компонује оркестрације у реалном времену. Бенд се ипак појавио на фестивалу Metalcamp јула 2008.
Технички проблеми који су реметили напредак албума су 2009. обухватили и Јаријев кућни студио, а сам Јари је услед стреса добио ауторску блокаду. Сви концерти за 2009. су отказани да би се бенд посветио раду на албуму.
Бенд 17. новембра 2010. најављује да ће се појавити на три концерта. Као разлог су навели договор са издавачком кућом која ће им финансијски помоћи да набаве нов компјутерски хардвер под условом да бенд одржи те концерте.
16. марта 2012. бенд преко своје странице најављује да ће свирати на Heidenfest фестивалу октобра 2012. Такође је речено да микс албума иде добро и да се издавање планира за лето те године, као и да ће албум бити подељен на два дела. 18. јула 2012. бенд најављује да ће први део албума бити објављен 12. октобра (иако је објављен недељу дана касније). Да би промовисао нов албум, бенд је кренуо на своју прву турнеју по Северној Америци као подршка бенду Eluveitie, заједно са групом Varg, почевши крајем новембра.
Микс за Time II је започет почетком 2013. Бенд је изјавио да ће албум наставити "тамо где је претходни стао" и да ће имати седам гитарских солажа. Албум је планиран за издавање почетком 2014. Августа 2013. бенд креће на другу турнеју по Северој Америци, а као подршка им се придружују бендови Fleshgod Apocalypse, Starkil и Arsis.
Бенд преко своје Фејсбук странице 29. јануара 2015. објављује да Каи Хахто неће моћи да наступа на надолазећим концертима услед обавеза у бенду Nightwish. Тимо Хекинен (Timo Häkkinen) је именован као његова привремена замена за наступе. У новембру 2016. чланови бенда објављују да траже другог гитаристу да би Јари могао да се фокусира искључиво на вокале током наступа. Након аудиција, пакистански гитариста Асим Сеарах (Asim Searah) је постао нови члан бенда.

### 2017:The Forest Seasons
4. јануара 2017. бенд је на својој Фејсбук страници објавио да је снимање за њихов трећи албум завршено и да ће бити издат касније те године, напомињући да то неће бити Time II, већ сасвим нов пројекат. 11. јануара је откривено име новог албума, The Forest Seasons. 1. марта 2017. је покренута кампања преко Indiegogo платформе, прва од планиране три, помоћу којих се сакупљао новац за изградњу њиховог сопственог студија. Кампања је била веома успешна, а минималан циљ од 150.000 евра је премашен већ првог дана, а укупно је сакупљено 464.330 евра.
Група 17. августа објављује датуме будућих наступа и изјављује да се бубњар Каи Хахто још увек опоравља од повреде руке и да неће наступати. Ролф Пилве (Rolf Pilve) из бенда Stratovarius је изабран као његова привремена замена, а ту улогу ће касније преузети Хеики Сари (Heikki Saari).

## Музички стил
Wintersun је познат по својим креативним хармонијама, брзом темпу и различитим вокалним стиловима. Иако Јари пише своју музику без ограничавања на жанрове, мноштво стилова је углавном описивано као пауер метал, фолк метал, мелодични дет метал, неокласични метал и блек метал.

## Чланови

### Тренутни чланови
- Јари Менпе - вокали, клавијатуре, ритам гитара (2003-данас, од 2016 само у студију), соло гитара (2003-2004, 2004), бас (2003-2004)
- Каи Хахто - бубњеви (2003-данас; на паузи од 2017)
- Тему Ментисари - соло гитара, пратећи вокали (2004-данас)
- Јука Коскинен - бас, пратећи вокали (2004-данас)

- Асим Сеарах - ритам гитара, пратећи вокал (2017- данас)

### Само на наступима
- Хеики Сари - бубњеви (2017-данас)

### Бивши чланови
- Оливер Фокин - соло гитара (2004)
- Тимо Хекинен - бубњеви (2015-2016)
- Ролф Пилве - бубњеви (2017-2018)

## Дискографија

### Студијски албуми
- Wintersun (2004.)
- Time I (2012.)
- The Forest Seasons (2017.)

### Демои и компилације
- Winter Madness (2004) – демо
- Wintersun: Tour Edition (2006) – лајв албум
- Live at Tuska Festival 2013 (2017) – лајв албум

### Видеографија
- "Beyond the Dark Sun" (2004) – спот
- Live at Summer Breeze 2005 (2005) – ДВД